# Музей історії Лісковиці
51°29′01″ пн. ш. 31°17′37″ сх. д. / 51.48361111° пн. ш. 31.29361111° сх. д.
Музей історії Лісковиці — музей історії Лісковиці - району міста Чернігова, чернігівського Подолу, який відомий з давньоруських часів, де жили ремісники та міщани. Музей відкрився 20 вересня 2010 року.

## Історія
Ідея створення музею Лісковиці належить краєзнавцю Герарду Кузнєцову. Під час святкування 100-річчя школи № 4, у приміщенні якої він згодом був розміщений, Анатолій Вареник запропонував втілити ідею музею у життя. Спочатку плановалося відкрити музей школи, але первісний задум переріс у більш масштабний проект — Музей району.
Наказом Міністерства освіти і науки України від 17.06.2016 № 689 «Про затвердження рішення комісії МОН з присвоєння звання «Зразковий музей» присвоєно звання «Зразковий музей» 3 музеям та підтверджено звання «Зразковий музей» 7 музеям при загальноосвітніх навчальних закладах м. Чернігова. Серед цих музеїв - музей Ліскавиці.

## Експозиція
Експозиції музею Лісковиці включають розділи:
- «Історія школи № 4 міста Чернігова»
- «Лісковиця — один з християнських центрів Чернігова»
- «Лісковиця в період Київської Русі»
- тощо.

Головний експонат музею — ткацький верстат, що відображає ремісничу історію Лісковиці. Крім фотографій, музей містить предмети побуту мешканців Лісковиці та інші речі: керогаз, патефон, зразки старовинної плитки, фотоапарат,; каска часів Другої світової війни та ін. Чимало стендів музею присвячено випускникамм школа № 4.
Допомогу у підборі експонатів надають фахівці історичного музею. Так, начальниця відділу науково-методичної роботи музею ім. В. В. Тарновського Валентина Луцька, склала тематичну структуру музею, підготувала проспект та запропонувала ідеї роботи з дітьми, які будуть зацікавлені в створенні музею.

## Розташування та час роботи
Музей знаходиться на вулиці Олександра Довженка. Поряд є зупинка «Фабрика лозових меблів» маршрутних таксі № 7, 8, 10, 30 та 36. Трохи далі є зупинка біля школи № 4, де проходить маршрут перелічених таксі. 
Часи роботи музею: з 8:00 до 17:00, вихідні – субота і неділя.